# Consejo del Audiovisual de Cataluña
El Consejo del Audiovisual de Cataluña (CAC) es la autoridad de regulación de la comunicación audiovisual de la comunidad 
autónoma de Cataluña. Tiene como finalidad velar por el cumplimiento de la normativa aplicable a los prestadores de servicios de comunicación audiovisual, tanto públicos como privados. El CAC tiene como principios de actuación la defensa de la libertad de expresión y de información, del pluralismo, de la neutralidad y la honestidad informativas, así como de la libre concurrencia del sector.
Se rige por la Ley 2/2000, de 4 de mayo, del Consejo del Audiovisual de Cataluña, así como por la ley marco del sector, la Ley 22/2005, de 29 de diciembre, de la comunicación audiovisual de Cataluña.

## Ámbito de actuación
El Consejo tiene plena competencia sobre los prestadores de servicios audiovisuales de ámbito autonómico y local, independientemente de cual sea el sistema de difusión empleado. Ello incluye, entre otros, los siguientes medios:
- Radios y televisiones de la Generalidad de Cataluña.
- Televisiones privadas de ámbito catalán.
- Televisiones de ámbito local, tanto públicas como privadas.
- Radios en FM, tanto públicas como privadas.
- Prestadores de nuevos servicios de comunicación audiovisual establecidos en Cataluña.

El CAC tiene competencias sobre los contenidos en las desconexiones en Cataluña de las cadenas de ámbito estatal.

## Composición
El CAC está integrado por diez miembros, nueve de los cuales son elegidos por el Parlamento de Cataluña a propuesta, como mínimo, de tres grupos parlamentarios, por una mayoría de dos tercios. El otro miembro, que es su presidente o presidenta, es propuesto y nombrado por el Gobierno de la Generalidad después de oír la opinión mayoritaria de los nueve miembros elegidos por el Parlamento. Los mandatos son, en todos los casos, de seis años, no renovables. Los miembros del Consejo están sometidos a un régimen de incompatibilidades que les impide tener intereses, directos o indirectos, en empresas audiovisuales, de cine, de vídeo, de prensa, de publicidad, de informática, de telecomunicaciones o de internet. 
La composición del Consejo, con fecha de 14 de diciembre de 2011, es la siguiente:
Presidente
Xevi Xirgo i Teixidor
Vicepresidente
Rosa María Molló Llorens
Consejera secretaria
Laura Pinyol Puig
Consejeros y consejeras
Miquel Miralles Fenoll
Enric Casas Gironella
Maria Teresa Martí Castro

## Funciones
La Ley encomienda al CAC una serie de funciones, las más destacadas de las cuales pueden encuadrarse en los cuatro ámbitos siguientes:
Títulos habilitantes
- Otorgar los títulos que habilitan para prestar el servicio de comunicación audiovisual y garantizar el cumplimiento de sus condiciones.

Contenidos
- Velar por el cumplimiento de la normativa reguladora del audiovisual, en particular de los principios del pluralismo político, social, religioso, cultural y de pensamiento.
- Velar por el cumplimiento del pluralismo lingüístico y por el cumplimiento de la normativa sobre el catalán y el aranés.
- Velar por el cumplimiento de la legislación sobre protección de los niños y los adolescentes.
- Velar por el cumplimiento de la legislación sobre publicidad.
- Garantizar el cumplimiento de las misiones de servicio público asignadas a los medios públicos.

Emisión de informes
- Emitir informe previo con respecto a los anteproyectos de ley relativos al sector audiovisual.
- Emitir informes a iniciativa propia, del Parlamento o del Gobierno de la Generalidad.
- Emitir un informe anual sobre la actuación del CAC y la situación del sistema audiovisual en Cataluña.

Corregulación, autorregulación y arbitraje
- Promover la adopción de medidas de corregulación y de autorregulación en el sector audiovisual.
- Ejercer, a instancia de las partes en conflicto, funciones arbitrales y de mediación.

## Críticas
Los consejos audiovisuales están en casi todos los países de Europa, y España uno de los pocos países que todavía no ha creado un organismo regulador de ámbito estatal.
En España hay tres consejos reguladores del audiovisual:
- Consejo Audiovisual de Andalucía
- Consejo del Audiovisual de Cataluña
- Consejo Audiovisual de la Comunidad Valenciana

No obstante, el CAC ha recibido numerosas críticas desde el mismo momento de su aprobación, tanto desde medios políticos como desde asociaciones profesionales de periodistas, por considerar que es inconstitucional, al arrogarse, en opinión de la FAPE, funciones exclusivas de los tribunales de justicia, como interpretar las leyes en relación con la libertad de expresión e incluso otorgarse la capacidad de clausurar medios de comunicación sin necesidad de orden judicial. Los medios críticos con las atribuciones de este Consejo han interpretado que es un modo de recuperar la censura administrativa y los «tribunales de honor», explícitamente prohibidos por la Constitución española. Aun así, el Consejo tiene las mismas funciones de control de los contenidos y de adjudicación de las licencias, así como la potestad sancionadora, que tienen los organismos independientes de regulación audiovisual del resto de Europa. En España, mediante la Ley 7/2010, de 31 de marzo, general de la comunicación audiovisual, se creó un consejo de regulación audiovisual de ámbito estatal llamado Consejo Estatal de Medios Audiovisuales (CEMA), si bien nunca se ha constituido. En su defecto, las competencias de control de los contenidos, adjudicación de las licencias, así como la potestad sancionadora correspondiente, continúa en manos del Ministerio de Industria del Gobierno español.